# Maraciovité
Maraciovité (Marattiaceae) je čeleď kapradin z řádu maraciotvaré (Marattiales). Představují jedinou žijící čeleď tohoto řádu i třídy Marattiopsida. Jsou to menší až velmi mohutné kapradiny většinou s vícenásobně zpeřenými listy. Čeleď zahrnuje 6 rodů a asi 100 druhů a je rozšířena v tropech a subtropech celého světa. Fosilní zástupci této skupiny jsou známi již z prvohor, z období karbonu, kdy byly zastoupeny rodem †Psaronius. Mezi nejznámější žijící zástupce náleží maracie a Angiopteris.

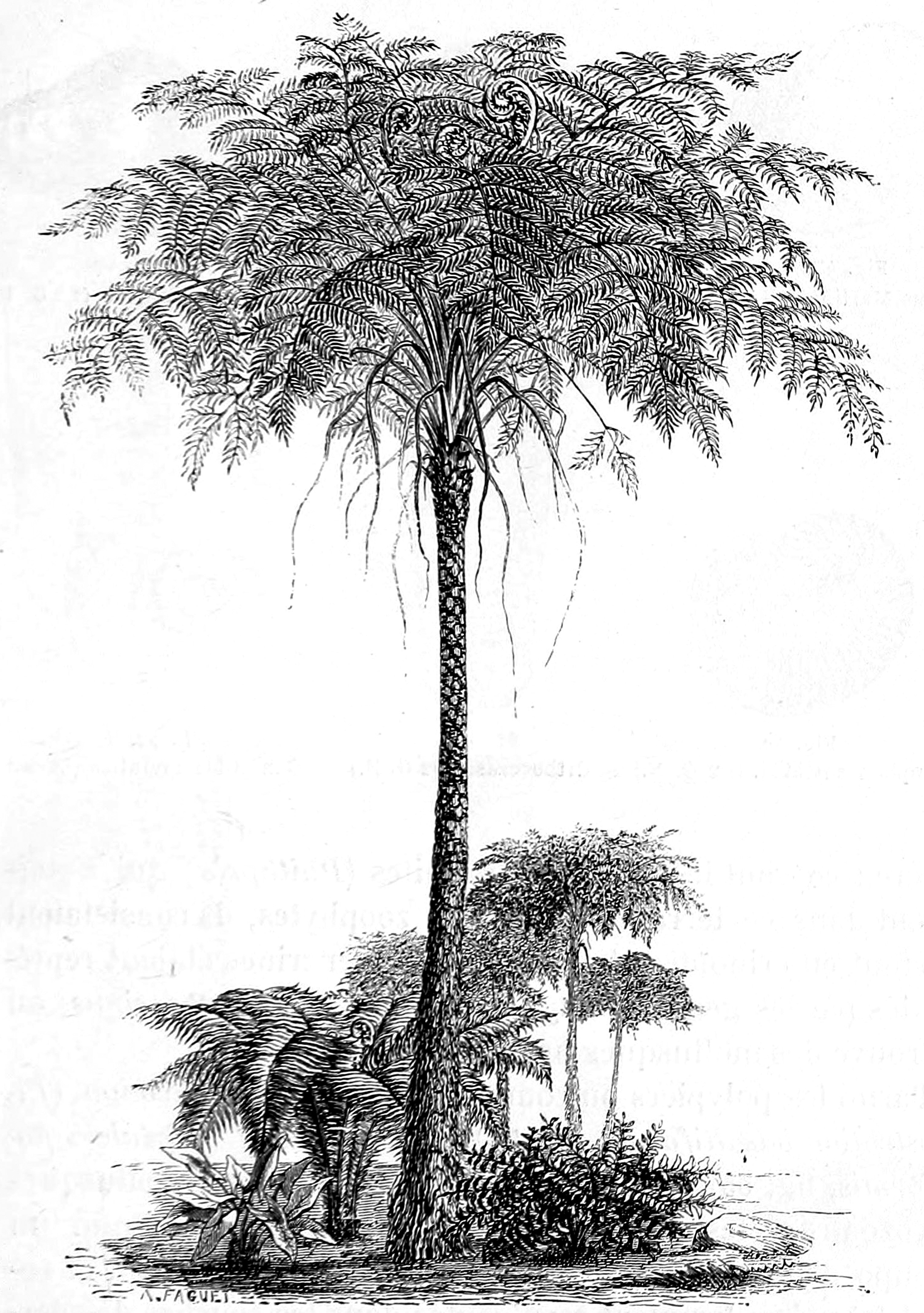
†Psaronius, vymřelá kapradina z třídy Marattiopsida

## Popis
Zástupci čeledi maraciovité jsou nevelké až velmi mohutné kapradiny. Většina druhů roste na zemi, pouze výjimečně jsou epifytní. Mladé výhonky se rozvíjejí spirálně (circinátní vernace). Oddenky jsou dužnaté, přímé nebo krátce plazivé, konec oddenku bývá pokrytý přitisklými šupinami. Cévní svazky jsou typu diktyostélé nebo polystélé. Kořeny jsou tlusté a dužnaté. Sterilní a fertilní listy jsou si většinou podobné a dlouhověké, pouze u rodu Danaea jsou fertilní listy odlišného vzhledu a krátkověké. Listy jsou jednoduché (pouze u některých druhů Danaea) nebo jednoduše až vícečetně zpeřené, řidčeji znoženě dlanité (Christensenia), dosahující délky od 20 cm až do 6 metrů, bez ostnů. Řapíky jsou dužnaté, s párem výrůstků na bázi, připomínajícím palisty. Na bázi řapíku, uzlinách i na bázi jednotlivých lístků jsou pulviny, žebro listu je v uzlinách často zbytnělé. Žilnatina je tvořena volnými, jednoduchými nebo vidličnatě větvenými žilkami. V listech, stoncích i kořenech jsou slizové kanálky. Odění rostlin je tvořeno šupinami a někdy i jednoduchými vícebuněčnými chlupy, žlázky chybějí. Výtrusné kupky jsou uspořádány v podlouhlých kupkách podél žilek na spodní straně listu a nemají pravou ostěru. Výtrusnice nemají prstenec a jsou částečně nebo kompletně srostlé do synangií. Pukají štěrbinou nebo pórem a obsahují několik tisíc spor. Spory jsou monoletní. Prokel je velký, stélkatý, srdčitého tvaru nebo protáhlý, povrchový a fotosyntetizující.

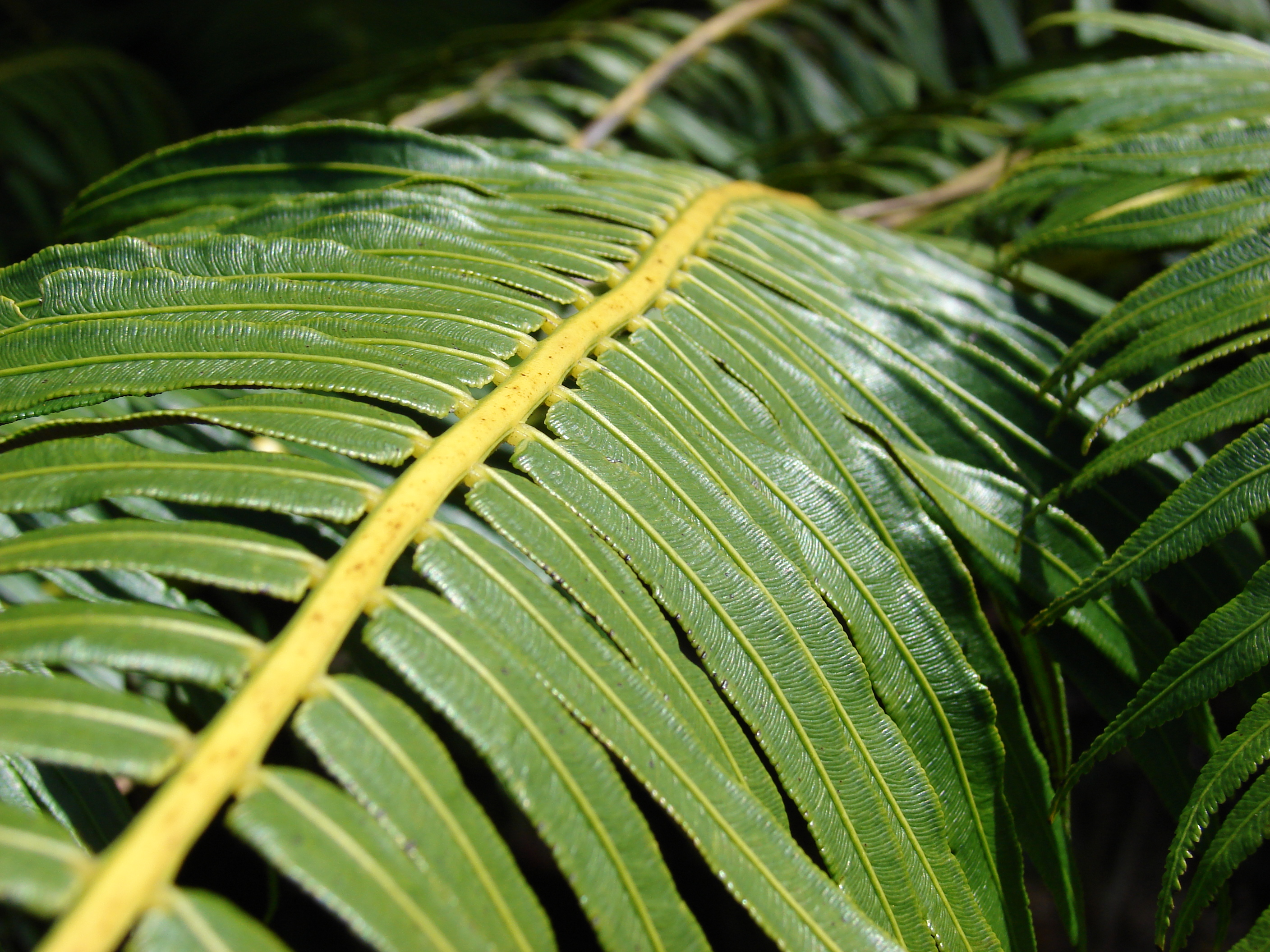
Detail listu Angiopteris evecta
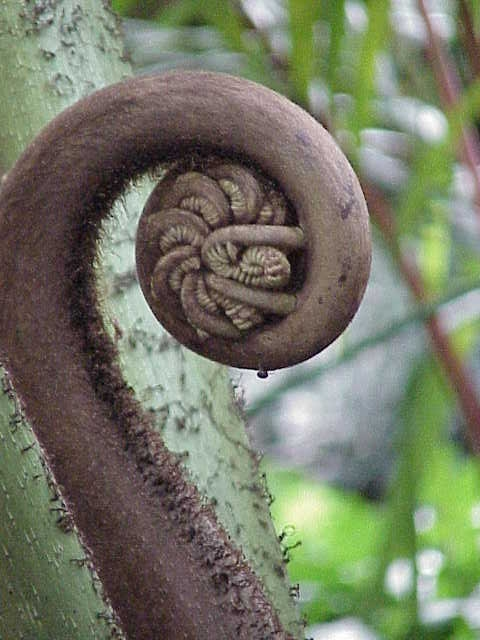
Rozvíjející se list Angiopteris evecta
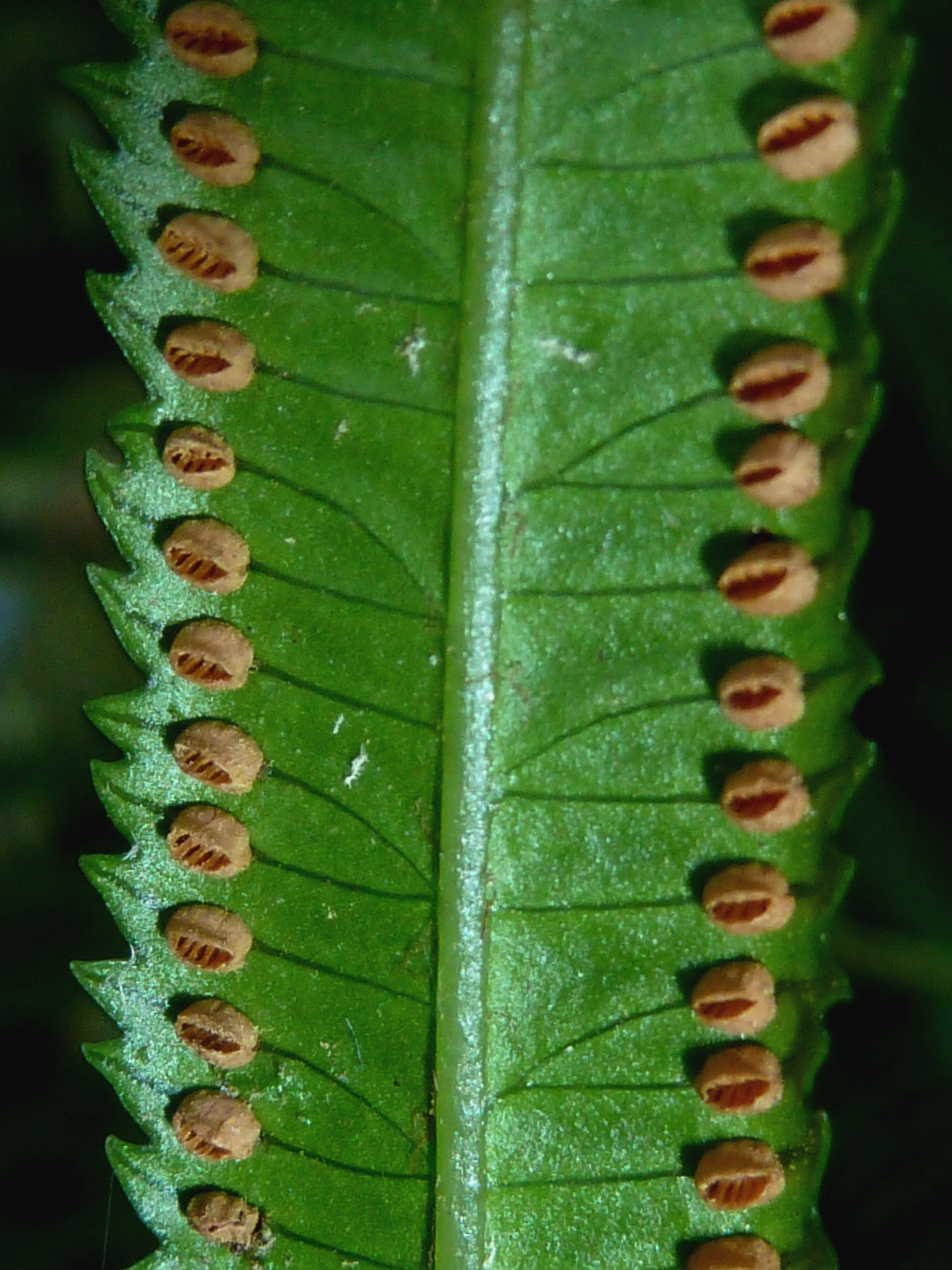
Detail výtrusnic Ptisana fraxinea
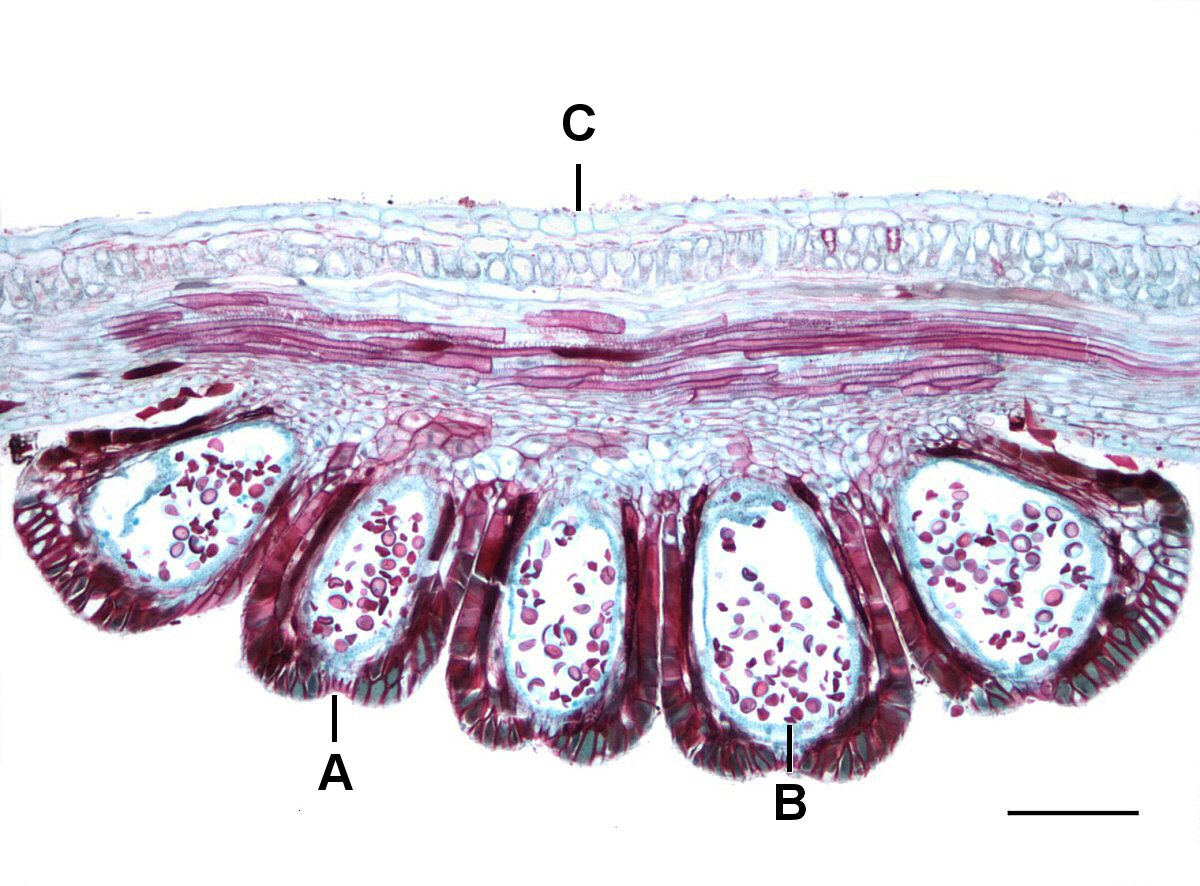
Řez listem a sporangii Angiopteris sp.

## Rozšíření
Čeleď maraciovité zahrnuje 6 rodů a asi 100 až 150 druhů. Největší rody jsou Angiopteris (40 až 75 druhů), Danaea (30) a Ptisana (20 druhů). Maraciovité jsou rozšířeny v tropech a subtropech celého světa. Na jižní polokouli některé druhy přesahují i do teplých oblastí mírného pásu, např. Ptisana salicina na Severním ostrově Nového Zélandu. Rody Danaea, Eupodium a Marattia se vyskytují v tropické Americe, rody Angiopteris, Christensenia, a Ptisana v tropech a subtropech Starého světa od ostrova Afriky přes Asii a Austrálii po ostrovy Oceánie.

## Taxonomie

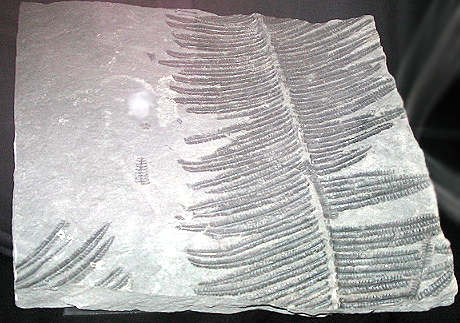
†Psaronius

V roce 2008 bylo zjištěno, že rod Marattia v klasickém pojetí je parafyletický a byly z něj vyčleněny rody Eupodium a Ptisana.
Vymezení druhů zejména v rodech Angiopteris a Danaea je značně nejisté. Počet uznaných druhů rodu Danaea se pohybuje v rozpětí od 17 asi do 60. Pojetí rodu Angiopteris kolísá od jediného širokého a polymorfního druhu až po více než 200 víceméně mlhavě definovaných druhů.
Maraciovité jsou spolu s čeleděmi prutovkovité (Psilotaceae) a hadilkovité (Ophioglossacaeae) mezi jediné žijící zástupce eusporangiátních kapradin. Sporangia se u nich vyvíjejí z několika zárodečných buněk, obsahují množství spor a stěny jsou za zralosti tlusté, tvořené více vrstvami buněk. Obdobná sporangia mají i přesličky a plavuně.
Podle fylogenetických kladogramů tvoří Marattiopsida sesterskou skupinu všech žijících kapraďorostů s výjimkou prutovek, plavuní a hadilkovitých.
|  | maraciovité                                                               |
|  |                                                                           |
|  | \| \| přesličky \| \| \| \| \| \| leptosporangiátní kapradiny \| \| \| \| |
|  |                                                                           |
|  | přesličky                                                                 |
|  |                                                                           |
|  | leptosporangiátní kapradiny                                               |
|  |                                                                           |

|  | přesličky                   |
|  |                             |
|  | leptosporangiátní kapradiny |
|  |                             |

|  | maraciovité                                                               |
|  |                                                                           |
|  | \| \| přesličky \| \| \| \| \| \| leptosporangiátní kapradiny \| \| \| \| |
|  |                                                                           |
|  | přesličky                                                                 |
|  |                                                                           |
|  | leptosporangiátní kapradiny                                               |
|  |                                                                           |

|  | přesličky                   |
|  |                             |
|  | leptosporangiátní kapradiny |
|  |                             |

|  | maraciovité                                                               |
|  |                                                                           |
|  | \| \| přesličky \| \| \| \| \| \| leptosporangiátní kapradiny \| \| \| \| |
|  |                                                                           |
|  | přesličky                                                                 |
|  |                                                                           |
|  | leptosporangiátní kapradiny                                               |
|  |                                                                           |

|  | přesličky                   |
|  |                             |
|  | leptosporangiátní kapradiny |
|  |                             |

|  | maraciovité                                                               |
|  |                                                                           |
|  | \| \| přesličky \| \| \| \| \| \| leptosporangiátní kapradiny \| \| \| \| |
|  |                                                                           |
|  | přesličky                                                                 |
|  |                                                                           |
|  | leptosporangiátní kapradiny                                               |
|  |                                                                           |

|  | přesličky                   |
|  |                             |
|  | leptosporangiátní kapradiny |
|  |                             |

|  | maraciovité                                                               |
|  |                                                                           |
|  | \| \| přesličky \| \| \| \| \| \| leptosporangiátní kapradiny \| \| \| \| |
|  |                                                                           |
|  | přesličky                                                                 |
|  |                                                                           |
|  | leptosporangiátní kapradiny                                               |
|  |                                                                           |

|  | přesličky                   |
|  |                             |
|  | leptosporangiátní kapradiny |
|  |                             |

|  | maraciovité                                                               |
|  |                                                                           |
|  | \| \| přesličky \| \| \| \| \| \| leptosporangiátní kapradiny \| \| \| \| |
|  |                                                                           |
|  | přesličky                                                                 |
|  |                                                                           |
|  | leptosporangiátní kapradiny                                               |
|  |                                                                           |

|  | přesličky                   |
|  |                             |
|  | leptosporangiátní kapradiny |
|  |                             |

|  | maraciovité                                                               |
|  |                                                                           |
|  | \| \| přesličky \| \| \| \| \| \| leptosporangiátní kapradiny \| \| \| \| |
|  |                                                                           |
|  | přesličky                                                                 |
|  |                                                                           |
|  | leptosporangiátní kapradiny                                               |
|  |                                                                           |

|  | přesličky                   |
|  |                             |
|  | leptosporangiátní kapradiny |
|  |                             |

|  | maraciovité                                                               |
|  |                                                                           |
|  | \| \| přesličky \| \| \| \| \| \| leptosporangiátní kapradiny \| \| \| \| |
|  |                                                                           |
|  | přesličky                                                                 |
|  |                                                                           |
|  | leptosporangiátní kapradiny                                               |
|  |                                                                           |

|  | přesličky                   |
|  |                             |
|  | leptosporangiátní kapradiny |
|  |                             |

## Prehistorie
Maraciotvaré (Marattiales) představují vývojově starou větev tzv. eusporangiátních kapradin. Dosáhly velkého rozvoje již v karbonu. Mezi známé a dobře dokumentované zástupce náleží †Psaronius, stromovitá kapradina z období karbonu a permu, dorůstající výšky až 10 metrů. Tyto kapradiny se dochovaly v podobě mineralizovaných kmenů, fosilních řapíků (popsány jako morfotaxony Stewartiopteris a Stipitopteris), listů (Pecopteris) i výtrusnic (Scolecopteris aj.). Cévní svazky byly většinou typu diktyostélé, byla však zdokumentována i polystélé. Nejstarší fosílie rodu Marattia jsou známy z období jury.

## Zástupci

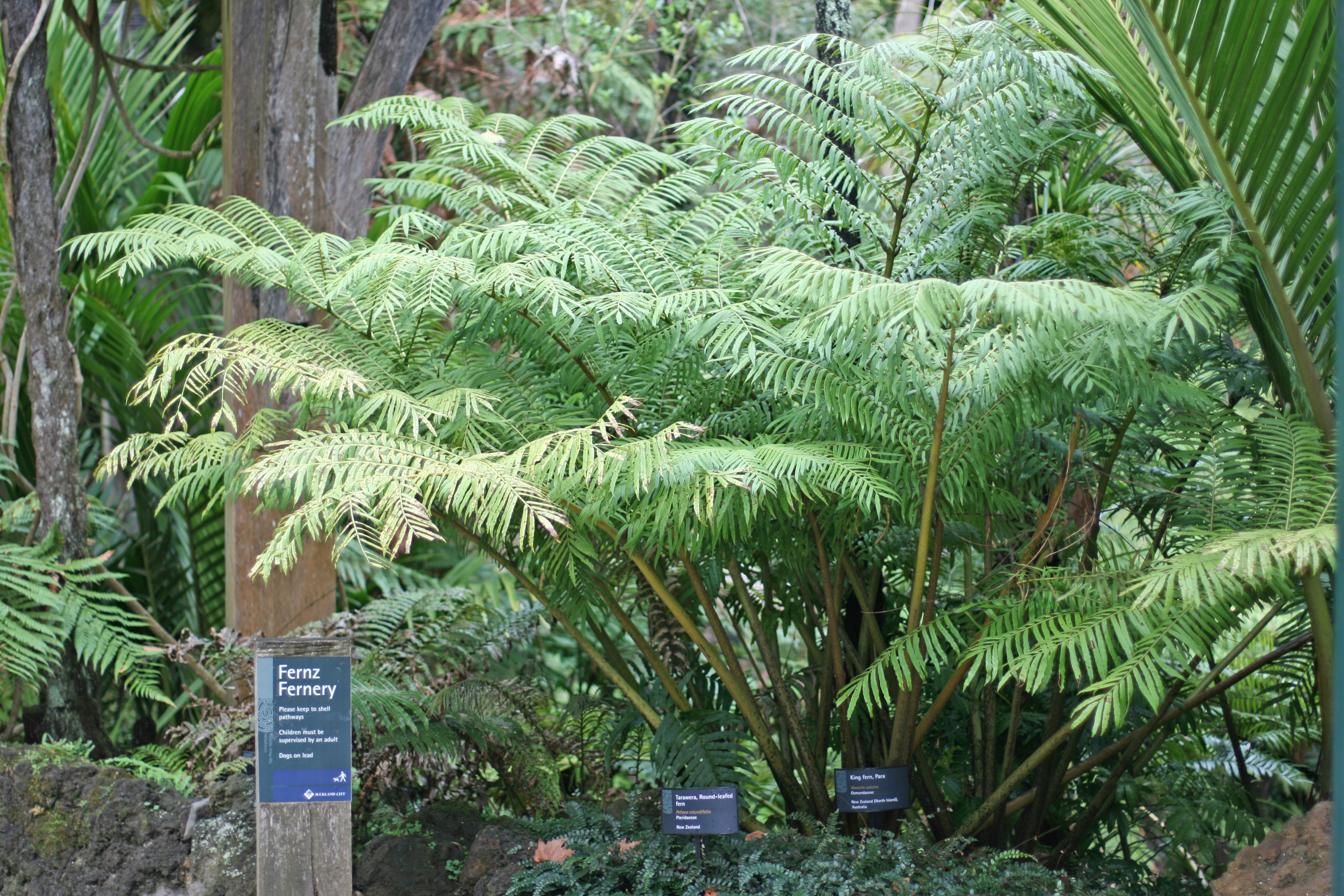
Ptisana salicina

- angiopteris (Angiopteris)
- maracie (Marattia)[9]

## Význam
Druh Ptisana salicina (syn. Marattia salicina) pěstovali Maorové na Novém Zélandu jako potravinu.
Tento druh může být pěstován ve Středomoří jako mohutná, okrasná kapradina Udávaná zóna odolnosti je 9 až 10.
Některé druhy rodů maracie, Angiopteris a Ptisana jsou pěstovány ve sklenících Pražské botanické zahrady v Tróji.

## Přehled rodů
Angiopteris, Christensenia, Danaea, Eupodium, Marattea, Ptisana